# 首都高速中央環狀線
首都高速中央環狀線（日语：／ Shuto kōsoku Chūō Kanjō sen */?）是由日本東京都品川區大井系統交流道開始、經目黑區、新宿區、豐島區、北區、足立區、葛飾區至江戶川區葛西系統交流道的首都高速道路路線，簡稱中環或中央環狀。路線編號為C2（Circle 2）。
事業計畫的路線名為都道首都高速5號線（部分）、6號線（部分）、葛飾江戶川線、板橋足立線、目黑板橋線、品川目黑線、高速葛飾川口線（部分）。
從起點側起可分為中央環狀品川線（大井系統交流道 - 大橋系統交流道）、中央環狀新宿線（大橋系統交流道 - 熊野町系統交流道）、中央環狀王子線（板橋系統交流道 - 江北系統交流道）、東側區間（江北系統交流道 - 葛西系統交流道）四個區間。

## 概要
位於首都高速都心環狀線外側，連結各副都心與各放射線，是首都圈3環狀9放射最內側的環狀道路。
隨著2015年3月7日中央環狀品川線開通，中央環狀線全線通車。
2012年1月1日起，首都高速由均一收費制改為計程收費制，為紓緩都心環狀線的交通堵塞，只要滿足以下條件
- 出發地是放射線（上行）入口
- 目的地的放射線（下行）出口
- 利用中央環狀線的里程大於利用都心環狀線的里程，普通車可獲得100日圓、大型車可獲得200日圓的收費優惠[3]。

### 葛西系統交流道 - 江北系統交流道（東側區間）

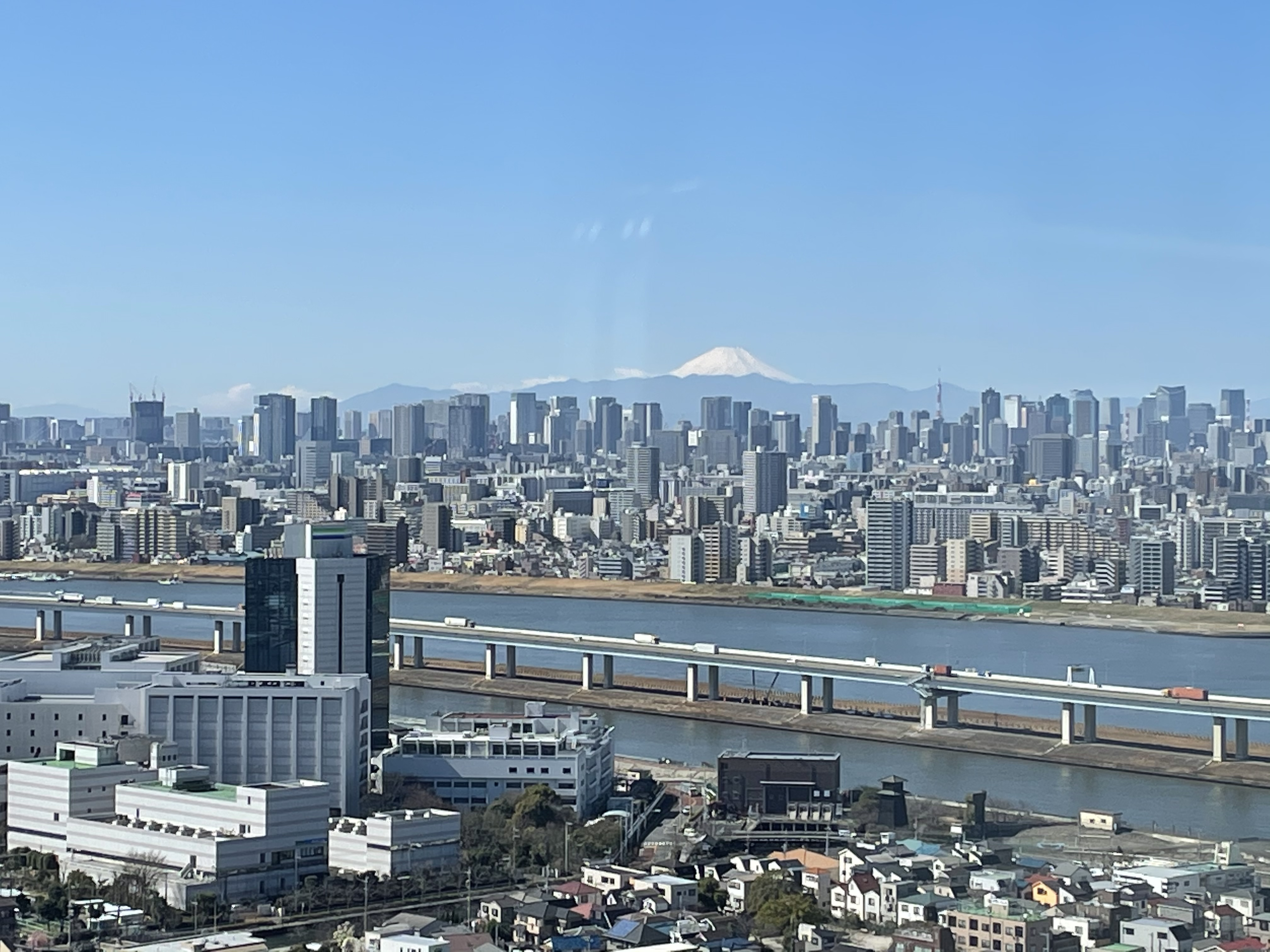
建於堤防上的中央環狀線葛西系統交流道 - 小松川系統交流道區間（前方的河川是中川，後方是荒川。2021年攝影）

東側區間是中央環狀線最早開通的單獨區間。部分機關也稱之為中央環狀荒川線。大半建於荒川（葛飾豎琴大橋 - 小菅系統交流道間是在並行的綾瀨川上）堤防上。雖然省去徵地過程讓這段成為最早通車的路段，但在防洪優先的條件下也限制了其他用途的使用。
由於位在堤防上，高架橋高度較高，因此幾乎沒有遮住視野的隔音牆。加上道路西側是荒川、東側是高層建築物較少的市區，成為首都高難得有遼闊視野的區間，同時冬季風勢強勁，須注意行車安全。
因為用地不足，此段沒有設計占地較廣的4方向交流道（漩渦型、苜蓿葉型等），而是採僅從中央環狀線分岔的3方向交流道。因此6號向島線與6號三鄉線未與中央環狀線交會，而是選擇在小菅、堀切兩系統交流道匯合再分岔的設計，兩交流道間的內外回皆為4車道。在2018年拓寬以前，本線內回線與6號向島線下行線在堀切系統交流道匯合後，右側車道岔出小菅出口，車道縮為三車道至6號三鄉線分岔的小菅系統交流道為止，成為此段交通堵塞的原因。
川口線最初僅能經由本路段聯絡其他首都高速。而如上述所提，往來6號三鄉線與6號向島線時也需通過本區段堀切系統交流道 - 小菅系統交流道區間。因此都心部與東北自動車道、常磐自動車道往來的車流集中於此，使得此段與箱崎系統交流道成為首都高速最大的堵塞路段。東京外環自動車道與中央環狀新宿線開通後雖然稍有和緩，但仍需東京外環自動車道與首都圈中央連絡自動車道等3環狀道路整備及系統交流道改良。
另一方面，與中央環狀線交會的7號小松川線過去未設交流道，加上7號小松川線只透過兩國系統交流道聯絡首都高速各路線，造成該交流道時常有堵塞情形，因此在7號小松川線交會處新建連接京葉道路方向及中央環狀線堀切系統交流道方向的連絡道（小松川系統交流道），並於2019年12月1日開通。
1號上野線有從入谷出入口延伸，於足立區本木附近（扇大橋出入口 - 千住新橋出入口間）新建交流道連接中央環狀線的計畫。然而目前都市計畫尚未通過。

### 板橋系統交流道 - 江北系統交流道（中央環狀王子線）
中央環狀王子線除了飛鳥山隧道外，幾乎全區間採內回在上，外回在下的上下2段高架構造，以便縮減路寬減少用地收購。
本區間開通以前，東北自動車道與常磐自動車道往都心方向須經由6號向島線，或是繞至有額外費用的東京外環自動車道再至5號池袋線。本區間開通後，雖然紓解6號向島線與箱崎系統交流道、堀切系統交流道的堵塞情況，但5號池袋線的車潮在板橋系統交流道啟用後更加惡化，需等中央環狀新宿線開通後才能改善。
「中央環狀王子線」是建設中的路線名。本區間開通時是稱作「中央環狀線」，但如前述所提，中央環狀線是由四大區間所組成，為避免混淆，改稱中央環狀王子線。

### 熊野町系統交流道 - 板橋系統交流道
熊野町系統交流道 - 板橋系統交流道間是作為5號池袋線的一部分於1977年開通，在後述的中央環狀新宿線開通後，成為5號池袋線與中央環狀線共線區間。
與中央環狀王子線一樣，採上下2段高架構造。最初，兩交流道間的內外回都是3車道，但因共線區間的龐大車流時常有堵塞發生，2018年3月拓寬為4車道。

### 大橋系統交流道 - 熊野町系統交流道（中央環狀新宿線）

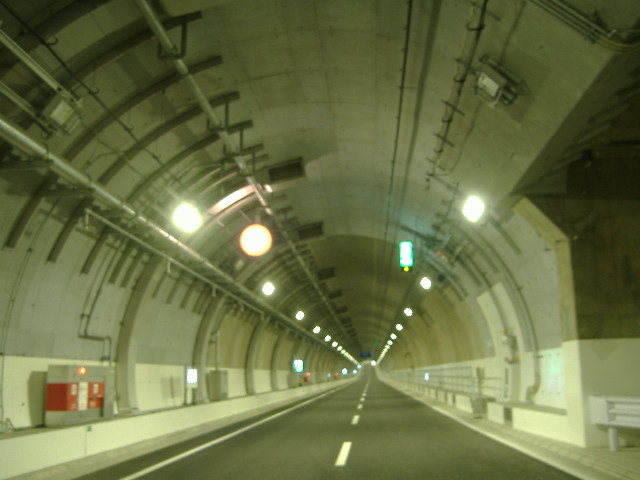
山手隧道（內回西池袋入口附近）

中央環狀新宿線是從3號澀谷線大橋系統交流道，穿過山手通地下，經由4號新宿線西新宿系統交流道至熊野町系統交流道的路線。2007年12月22日北側6.7公里（西新宿系統交流道 - 熊野町系統交流道間）開通，2010年3月28日南側4.3公里（大橋系統交流道 - 西新宿系統交流道間）開通。
隨著中央環線新宿線的開通，預計3號澀谷線、5號池袋線和中央環線的擁堵狀況將明顯緩解。但是，連接本區間的熊野町系統交流道 - 板橋系統交流道間的路段擁堵頻繁，而本區間內所有出入口與交流道都由右車道側連接，道路位於地下使得出入口及交流道的匝道比其他首都高陡峭，行駛時必須注意。
2007年（平成19年）6月，首都高速官方網站針對中央環狀新宿線隧道段進行命名投票，7月13日公布名稱為「山手隧道」。

#### 高架改為地下
中央環狀新宿線最初是採全線2段式高架構造（同熊野町系統交流道 - 飛鳥山隧道區間），但因沿線居民反對，之後改為全區間地下化。
本來首都高速基本上是採高架建設，僅皇居周邊與水底隧道採地下建設。但隨著東京灣跨海公路興建，長隧道的潛盾工法實用化，中央環狀新宿線地下化成為選項之一。加上飛鳥山隧道採用新奧工法，再為中央環狀新宿線的地下化累積經驗。
中央環狀新宿線興建後，首都高速逐漸增加地下化設計，可說是首都高速地下化的先驅。

#### 要町路段地下化
高松出入口與東京地下鐵有樂町線、副都心線要町站是以中央環狀線高架化為前題所建設，當時規劃要町通區間為高架，西武池袋線椎名町站前潛入地下。
然而，高架計畫遭到周邊居民反對，因此椎名町站以南區間先行在1990年（平成2年）實施都市計畫。1993年（平成5年）通過剩餘區間的新都市計畫，將部分要町站體與高松出口撤除，要町區間改為地下化。
高松出口鄰近要町交差點，無法取得足夠空間作為隧道入口。因此決定撤除高松出口取得空間，內回線出口機能則由椎名町站與要町交差點之間新設的西池袋出口代替。工程期間，高松出口由臨時高架橋替代至西池袋出口開設前日為止。
要町交差點原先規畫要與山手通立體交會，興建稱做環六盒子（要町盒子）的隧道體。但由於是設計給一般道路，轉為中央環狀線使用明顯路寬不足，因此決定拆除要町站部分站體以便拓寬，並在要町站下方（要町站的月台在大廳層下方兩層，站體整體較深）增設換氣管。

#### 中落合換氣塔位置變更
1990年（平成2年）的都市計畫決定將中落合的換氣塔設於山手通旁的公園，並採上下線高低差設計。但在當地居民反對下，中落合換氣塔改設於山手通內，隧道也改為上下線無高低差設計，並於1991年（平成3年）4月通過都市計畫變更。
若以現在的技術，即使花費巨額，仍難以設置交流道，但中落合前後的開鑿區間仍採用上下線相互連通構造以便未來增設交流道使用。

#### 富谷以南路線變更
大橋系統交流道 - 富谷出入口區間，由於地面的山手通在神山町交差點急彎，不適合潛盾工法，因此1990年（平成2年）都市計畫改成貫穿東京大學駒場校區。之後因建設技術進步，1999年（平成11年）再改為通過山手通下。

### 大井系統交流道 - 大橋系統交流道（中央環狀品川線）

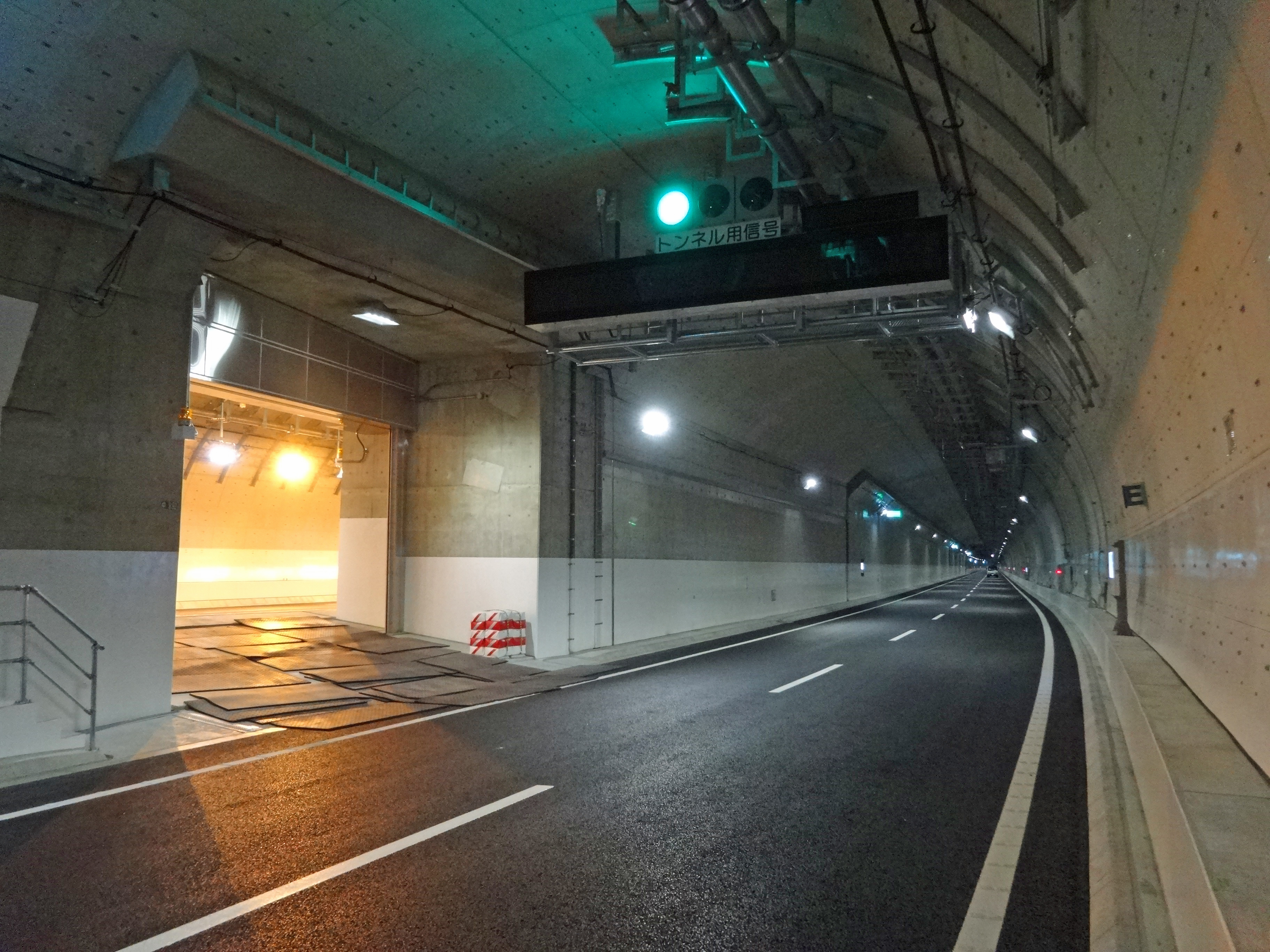
開通前的五反田附近。隧道左方的開口可讓對向車輛在緊急時駛入。

中央環狀品川線是灣岸線至中央環狀新宿線的路線。2004年（平成16年）11月通過都市計畫，2006年（平成18年）6月事業化。同年11月動工。原先預定2013年度（平成25年度）開通，但因出入口、換氣所工程出現湧水而延期至2015年（平成27年）3月7日通車。至此，中央環狀線全線開通。大部分都在山手通與目黑川地下。
為了縮短工期，內回本線由東京都，外回本線與五反田出入口、大井系統交流道、中環大井南出口由首都高速興建。為了節省經費、縮短工期，取消了1號羽田線、2號目黑線的交流道設置。另外，與中央環状新宿線相比，本路線起伏較小，途中出入口僅有2處，換氣所僅4處。五反田出入口採左側分流，因此該區間為右側通行。

#### 中央環狀品川線的建設技術
興建中央環狀新宿線的時候，潛盾機是從中間的豎井開始作業，而中央環狀品川線則是從大井系統交流道附近直接作業至大橋系統交流道。與每個換氣所之間各自用潛盾機開挖的情形相比，本方式的潛盾機本身需要更長的作業時間，但是不用等待換氣所的開挖，因此可以縮短整體工期。
而潛盾工法產生的土方及資材搬運也集中在大井系統交流道，可降低沿線環境的負擔。不過，大型潛盾機的長距離開挖並不容易，但在建設技術的進步之下得以完成。
五反田出入口是以潛盾機從地面往地下前進，在不開挖地面的情況下與本線隧道匯合的工法。這是首都高速道路首次採用的施工方式。
上述這些技術是由總承包商針對大深度地下施工所開發的工法，讓中央環狀品川線成為潛盾隧道斷面更大、深度更深、長距離開挖的東京外環自動車道東京區間興建技術實證場地。

## 出入口
- 接続路線名附帶「（間）」標記者為以其他道路為媒介接續的間接接續。
- 全線都位於日本東京都內。

| 出入口編號 | 中文設施名                          | 日文設施名 | 英文設施名                               | 接續路線名                                  | 日本橋起計（公里） | 備註                                            | 所在地   |
| ---------- | ----------------------------------- | ---------- | ---------------------------------------- | ------------------------------------------- | ------------------ | ----------------------------------------------- | -------- |
| -          | 大井JCT                             |            |                                          | 首都高速灣岸線                              | 0.0                |                                                 | 品川區   |
| C18        | 中環大井南出入口                    |            |                                          | 國道357號                                   | 1.2                | 大橋方向出入口 入口為ETC專用                    | 品川區   |
| C20        | 五反田出入口                        |            |                                          | 東京都道317號環狀六號線                     | 6.0                | 大橋方向出入口                                  | 品川區   |
| -          | 大橋JCT                             |            |                                          | 首都高速3號澀谷線 E1 東名高速、東名川崎方向 | 9.4                |                                                 | 目黑區   |
| C22        | 富谷出入口                          |            |                                          | 東京都道317號環狀六號線                     | 11.4               | 西新宿方向出入口 入口為ETC專用                  | 澀谷區   |
| C23        | 初台南出入口                        |            |                                          | 東京都道317號環狀六號線                     | 11.8               | 大橋方向出入口 入口為ETC專用                    | 澀谷區   |
| -          | 西新宿JCT                           |            |                                          | 首都高速4號新宿線 E20 中央道、高井戶方向    | 13.0               | 不可與三宅坂JCT方向往來                         | 新宿區   |
| C24        | 中野長者橋出入口                    |            |                                          | （間）國道20號甲州街道                      | 14.7               | 大宮、東北道方向出入口                          | 中野區   |
| C25        | 西池袋出入口                        |            |                                          | （間）目白通 （間）要町通                   | 18.5               | 中央道、高井戶方向出入口                        | 豐島區   |
| C26        | 西池袋出口                          |            |                                          | （間）目白通 （間）要町通                   | 20.1               | 來自大宮、東北道方向的出口                      | 豐島區   |
| C28        | 高松入口                            |            |                                          | （間）目白通 （間）要町通                   | 20.1               | 往大宮、東北道方向的入口 ETC專用                | 豐島區   |
| -          | 熊野町JCT                           |            |                                          | 首都高速5號池袋線 銀座、東池袋方向          | 20.4               | 來自西新宿JCT方向不可往東池袋方向往來           | 豐島區   |
| -          | 熊野町JCT                           | 板橋區     |                                          | 首都高速5號池袋線 銀座、東池袋方向          | 20.4               | 來自西新宿JCT方向不可往東池袋方向往來           |          |
| -          | 板橋JCT                             |            |                                          | 首都高速5號池袋線 大宮、E17 關越道方向      | 21.4               |                                                 |          |
| C29        | 新板橋出口                          |            |                                          | 國道17號中山道                              | 22.3               | 來自中央道、關越道方向的出口                    |          |
| C31        | 瀧野川入口                          |            |                                          | 國道17號中山道                              | 22.4               | 往中央道、關越道方向的入口 ETC專用              | 北區     |
| C33        | 王子南出入口                        |            |                                          | 國道122號 (日本)明治通                      | 25.4               | 中央道、關越道方向出入口                        | 北區     |
| C34        | 王子北出入口                        |            |                                          | 東京都道306號王子千住夢之島線               | 26.1               | 東北道、灣岸線方向出入口 入口為ETC專用          | 北區     |
| -          | 江北JCT                             |            |                                          | 首都高速川口線 E4 東北道、安行方向          | 27.9               |                                                 | 足立區   |
| C35        | 扇大橋出入口                        |            |                                          | （間）尾久橋通                              | 28.4               | 安行、東北道方向出入口 不可出入大宮、東池袋方向 | 足立區   |
| C36        | 扇大橋出入口                        | 29.4       | 灣岸線方向出入口                         | （間）尾久橋通                              |                    |                                                 | 足立區   |
| C37        | 千住新橋出入口                      |            |                                          | （間）國道4號日光街道                       | 31.4               | 大宮、東北道方向出入口                          | 足立區   |
| C38        | 千住新橋出入口                      | 32.4       | 灣岸線方向出入口                         | （間）國道4號日光街道                       |                    |                                                 | 足立區   |
| -          | 小菅JCT                             |            |                                          | 首都高速6號三鄉線 E6 常磐道、三鄉方向       | 33.6               |                                                 | 葛飾區   |
| C40        | 小菅出入口                          |            |                                          | 平和橋通                                    | 34.1               | 灣岸線、銀座方向出入口                          | 葛飾區   |
| -          | 堀切JCT                             |            |                                          | 首都高速6號向島線 銀座、箱崎方向            | 34.8               |                                                 | 葛飾區   |
| C41        | 四木出入口                          |            |                                          | （間）國道6號水戶街道                       | 35.7               | 東北道、三鄉方向出入口 入口為ETC專用            | 葛飾區   |
| C42        | 四木出入口                          | 36.6       | 機場中央、東關道方向出入口 入口為ETC專用 | （間）國道6號水戶街道                       |                    |                                                 | 葛飾區   |
| C43        | 平井大橋出入口                      |            |                                          | 藏前橋通                                    | 38.3               | 東北道、三鄉方向出入口                          | 葛飾區   |
| C45 703    | 小松川JCT 中環小松川入口 小松川出口 |            |                                          | 小松川線 E14 京葉道路方向 （間）船堀街道    | 40.5               | 東北道、三鄉方向出入口                          | 江戶川區 |
| C46        | 船堀橋出入口                        |            |                                          | 新大橋通                                    | 42.2               | 機場中央、東關道方向出入口                      | 江戶川區 |
| C47        | 清新町出入口                        |            |                                          | 船堀街道                                    | 44.4               | 東北道、三鄉方向出入口 入口為ETC專用            | 江戶川區 |
| -          | 葛西JCT                             |            |                                          | 首都高速灣岸線                              | 46.9               |                                                 | 江戶川區 |

## 歷史

### 板橋系統交流道 - 葛西系統交流道
- 1982年3月30日：千住新橋出入口 - 堀切系統交流道間通車
- 1983年11月30日：堀切系統交流道 - 四木出入口間通車
- 1986年3月：王子線（板橋系統交流道 - 江北系統交流道間）都市計畫決定
- 1987年9月9日：江北系統交流道 - 千住新橋出入口間通車、 四木出入口 - 葛西系統交流道間通車
- 2002年3月29日：清新町出入口通車
- 2002年12月25日：王子線（板橋系統交流道 - 江北系統交流道間）通車
- 2015年（平成27年）
  - 3月29日：王子南出入口開通。
  - 8月24日：小菅出口（內回）長期關閉（配合內回堀切系統交流道 - 小菅系統交流道間4車道化拓寬工程）[9][10]。
- 2017年（平成29年）6月23日：小菅出口（內回）解除關閉[11]。
- 2018年（平成30年）2月25日：堀切系統交流道 - 小菅系統交流道內回4車道化[12]。
- 2019年（令和元年）12月1日：小松川系統交流道啟用[5]。

### 大橋系統交流道 - 熊野町系統交流道（中央環狀新宿線）
- 1990年8月13日：大橋系統交流道 - 要町間都市計畫決定
- 1991年4月：中落合都市計畫決定（變更）
- 1993年2月：要町 - 熊野町系統交流道間都市計畫決定
- 1999年4月30日：大橋系統交流道都市計畫決定（變更）
- 2004年1月20日：大橋系統交流道都市計畫決定（變更）
- 2007年7月13日：中央環狀新宿線的隧道名稱正式定為「山手隧道」
- 2007年12月22日：西新宿系統交流道 - 熊野町系統交流道間通車
- 2008年8月3日：因熊野町系統交流道火災事故（日语：熊野町ジャンクション火災事故）導致部分路段暫時封閉
- 2008年9月16日：山手隧道北向封閉路段恢復通車
- 2008年9月18日：山手隧道南向封閉路段恢復通車
- 2010年3月28日：西新宿系統交流道 - 大橋系統交流道間通車
- 2018年（平成30年）3月18日：熊野町系統交流道 - 板橋系統交流道間內回、外回4車道化[12]。

### 大井系統交流道 - 大橋系統交流道（中央環狀品川線）
- 2004年11月15日：都市計畫決定
- 2006年11月：動工
- 2012年3月22日：潛盾機到達與中央環狀新宿線連接用之豎井，鑽挖工程完成
- 2015年3月7日：通車

中央環状線從1987年（昭和62年）東側區間全線開通至2002年（平成14年）北側區間全線開通為止共花了15年。原先1986年（昭和61年）的投資計劃是預定中央環狀王子線1993年（平成5年）開通、中央環狀新宿線1996年（平成8年）開通、中央環狀品川線1999年（平成11年）開通。但泡沫經濟造成地價異常上昇，接著泡沫經濟破滅使得首都圈公共投資大量縮減，導致通車時間大幅延後。

## 路線狀況

### 車道、最高速度
| 區間                              | 車道 上下線=內回+外回 | 最高速度 |
| --------------------------------- | --------------------- | -------- |
| 大井系統交流道 - 熊野町系統交流道 | 4=2+2                 | 60 km/h  |
| 熊野町系統交流道 - 板橋系統交流道 | 8=4+4                 | 60 km/h  |
| 板橋系統交流道 - 江北系統交流道   | 4=2+2                 | 60 km/h  |
| 江北系統交流道內                  | 2=1+1                 | 40 km/h  |
| 江北系統交流道 - 小菅系統交流道   | 4=2+2                 | 60 km/h  |
| 小菅系統交流道 - 堀切系統交流道   | 8=4+4                 | 60 km/h  |
| 堀切系統交流道 - 葛西系統交流道   | 4=2+2                 | 60 km/h  |

## 主要大橋與隧道

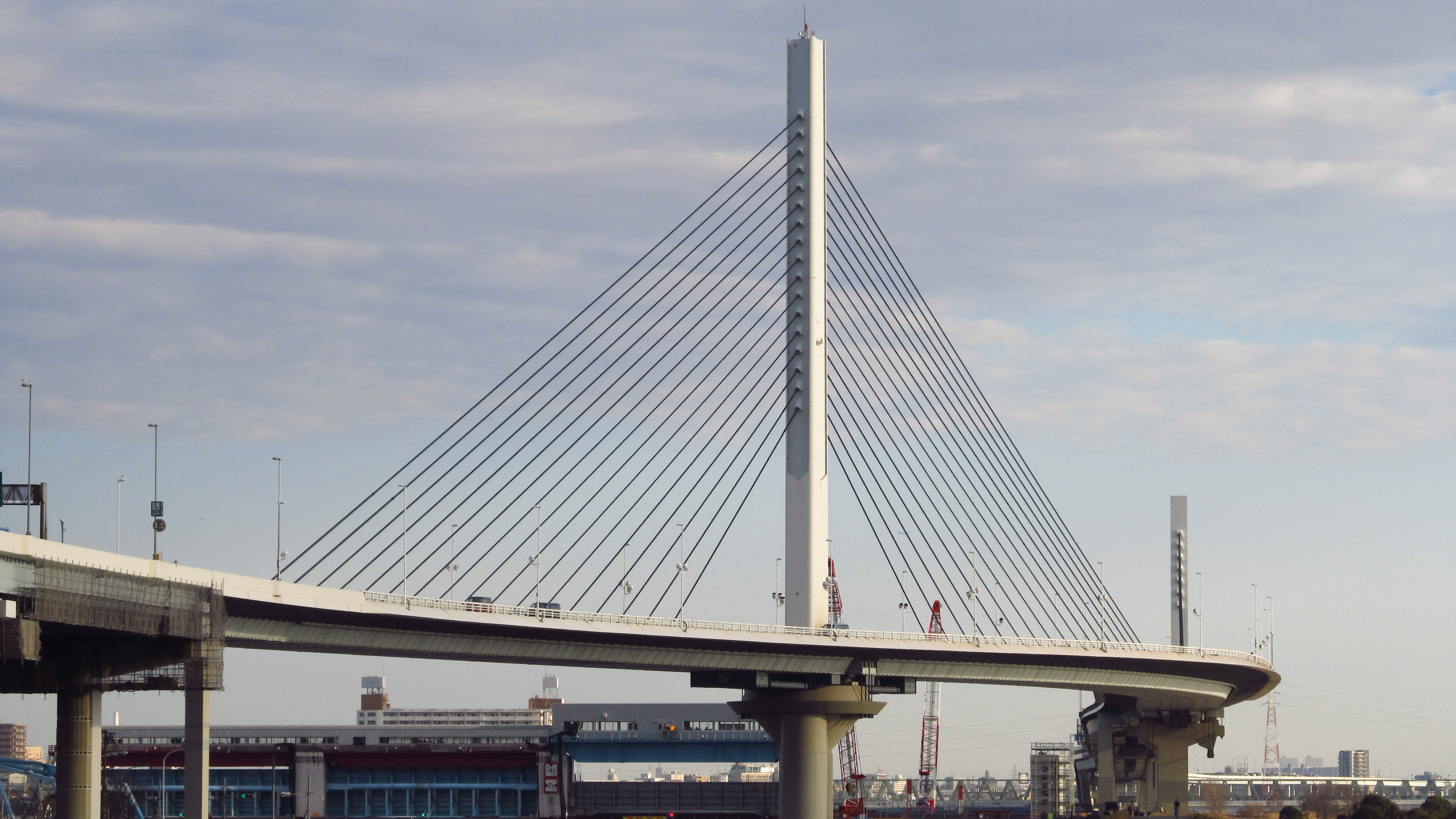
東京都葛飾區葛飾豎琴大橋

- 山手隧道（大井系統交流道 - 高松入口間）
- 飛鳥山隧道（滝野川出入口 - 王子北出入口間）
- 五色櫻大橋（日语：五色桜大橋）（王子北出入口 - 江北系統交流道間）
- 葛飾豎琴大橋（四木出入口 - 平井大橋出入口間）

## 隧道數目
| 區間                           | 內回 | 外回 |
| ------------------------------ | ---- | ---- |
| 大井系統交流道至高松出入口     | 1    | 1    |
| 高松出入口至熊野町系統交流道   | 0    | 0    |
| 板橋系統交流道至王子北出入口   | 0    | 0    |
| 王子北出入口至江北系統交流道   | 1    | 1    |
| 江北系統交流道至葛西系統交流道 | 0    | 0    |
| 合計                           | 2    | 2    |

### 交通量
24小時交通量（台）　道路交通調查
| 區間                                                          | 平成17（2005）年度 | 平成22（2010）年度 | 平成27（2015）年度 |
| ------------------------------------------------------------- | ------------------ | ------------------ | ------------------ |
| 中環大井南出入口 - 大井系統交流道                             | 調査時尚未開通     | 調査時尚未開通     | 調査時尚未開通     |
| 大井系統交流道 - 五反田出入口                                 | 調査時尚未開通     | 調査時尚未開通     | 49,976             |
| 五反田出入口 - 大橋系統交流道                                 | 調査時尚未開通     | 調査時尚未開通     | 61,499             |
| 大橋系統交流道 - 富谷出入口                                   | 調査時尚未開通     | 36,196             | 79,070             |
| 富谷出入口 - 初台南出入口                                     | 調査時尚未開通     | 43,014             | 86,983             |
| 初台南出入口 - 西新宿系統交流道                               | 調査時尚未開通     | 40,245             | 78,578             |
| 西新宿系統交流道 - 中野長者橋出入口                           | 調査時尚未開通     | 62,531             | 79,718             |
| 中野長者橋出入口 - 西池袋出入口                               | 調査時尚未開通     | 71,289             | 90,459             |
| 西池袋出入口 - 西池袋出口                                     | 調査時尚未開通     | 68,280             | 84,691             |
| 西池袋出口 - 高松入口                                         | 調査時尚未開通     | 68,280             | 84,691             |
| 高松入口 - 熊野町系統交流道                                   | 調査時尚未開通     | 68,280             | 87,007             |
| 熊野町系統交流道 - 板橋系統交流道T                            | 110,341            | 151,545            | 156,986            |
| 板橋系統交流道 - 新板橋出口                                   | 48,890             | 75,011             | 69,328             |
| 新板橋出口 - 瀧野川入口                                       | 48,890             | 71,289             | 67,060             |
| 瀧野川入口 - 王子南出入口                                     | 48,890             | 68,603             | 69,924             |
| 王子南出入口 - 王子北出入口                                   | 48,890             | 68,603             | 66,711             |
| 王子北出入口 - 江北系統交流道                                 | 48,890             | 74,115             | 72,556             |
| 江北系統交流道 - 扇大橋出入口                                 | 94,170             | 100,648            | 79,198             |
| 扇大橋出入口 - 千住新橋出入口                                 | 94,170             | 101,275            | 96,189             |
| 千住新橋出入口 - 小菅系統交流道                               | 94,170             | 99,406             | 94,170             |
| 小菅系統交流道 - 小菅出入口                                   | 94,170             | 161,437            | 157,967            |
| 小菅出入口 - 堀切系統交流道                                   | 94,170             | 165,171            | 157,591            |
| 堀切系統交流道 - 四木出入口                                   | 96,702             | 94,277             | 107,289            |
| 四木出入口 - 平井大橋出入口                                   | 96,702             | 90,466             | 88,139             |
| 平井大橋出入口 - 小松川系統交流道、中環小松川入口、小松川出口 | 96,702             | 83,819             | 79,262             |
| 小松川系統交流道、中環小松川入口、小松川出口 - 船堀橋出入口   | 96,702             | 83,819             | 79,262             |
| 船堀橋出入口 - 清新町出入口                                   | 96,702             | 87,400             | 85,031             |
| 清新町出入口 - 葛西系統交流道                                 | 96,702             | 81,823             | 79,024             |

（來源：「平成22年度道路交通センサス （页面存档备份，存于）」・「平成27年度全国道路・街路交通情勢調査 （页面存档备份，存于）」（國土交通省網頁））
- 令和2年度預定實施的交通量調査因嚴重特殊傳染性肺炎的影響而延期[13]。

## 地理

### 通過自治體
- 東京都
  - 品川區 - 目黑區 - 澀谷區 - 中野區 - 新宿區 - 豐島區 - 板橋區 - 北區 - 足立區 - 葛飾區 - 江戶川區

### 連接的高速道路
- 首都高速灣岸線（大井系統交流道）
- 首都高速3號澀谷線（大橋系統交流道）
- 首都高速4號新宿線（西新宿系統交流道）
- 首都高速5號池袋線（熊野町系統交流道）
- 首都高速5號池袋線（板橋系統交流道）
- 首都高速川口線（江北系統交流道）
- 首都高速6號三鄉線（小菅系統交流道）
- 首都高速6號向島線（堀切系統交流道）
- 首都高速7號小松川線（小松川系統交流道）
- 首都高速灣岸線（葛西系統交流道）

## 相關項目
- 首都高速道路
- 東京高速道路
- 都市高速道路
- 日本高速道路列表
- 關東地方道路列表
- 環線

## 外部連結
- 首都高速道路株式會社 （页面存档备份，存于）
- 中央環狀新宿線　工事・交通規制情報のご案内
- 東京トンネリックス